# Vetenskapsåret 1863

## Händelser

### Biologi
- Okänt datum - Max Schultze utökar cellteorin med undersökningen att djurs och växters protoplasma är identiska.[1]

## Pristagare
- Copleymedaljen: Adam Sedgwick, brittisk geolog.
- Wollastonmedaljen: Gustav Bischof, tysk geolog och kemist. [2]

## Födda
- 19 januari – Werner Sombart (död 1941), tysk ekonom och sociolog.
- 25 mars – Simon Flexner (död 1946), amerikansk patolog och bakteriolog.
- 27 mars – Henry Royce (död 1933), brittisk ingenjör, medgrundare till Rolls-Royce.
- 21 juni – Max Wolf (död 1932), tysk astronom.
- 12 juli - Paul Drude (död 1906), tysk fysiker.
- 14 november - Leo Baekeland (död 1944), belgiskfödd amerikansk kemist.

## Avlidna
- 30 mars – Auguste Bravais (född 1811), fransk fysiker.
- 1 april – Jakob Steiner (född 1796), schweizisk matematiker.
- 21 juli – Josephine Kablick (född 1787), tjeckisk botaniker och paleontolog.
- 18 november – August Beer (född 1825), tysk fysiker och matematiker.

### Fotnoter
1. ↑  Das Protoplasma der Rhizopoden und der Pflanzenzellen; ein Beiträg zur Theorie der Zelle.
2. ↑  ”Geological Society”. Arkiverad från originalet den 5 juni 2011. https://web.archive.org/web/20110605102217/http://www.geolsoc.org.uk/gsl/society/history/page750.html. Läst 13 april 2011.